# Agraulomyrmex meridionalis
Agraulomyrmex meridionalis är en myrart som beskrevs av Prins 1983. Agraulomyrmex meridionalis ingår i släktet Agraulomyrmex och familjen myror. Inga underarter finns listade i Catalogue of Life.

## Bildgalleri

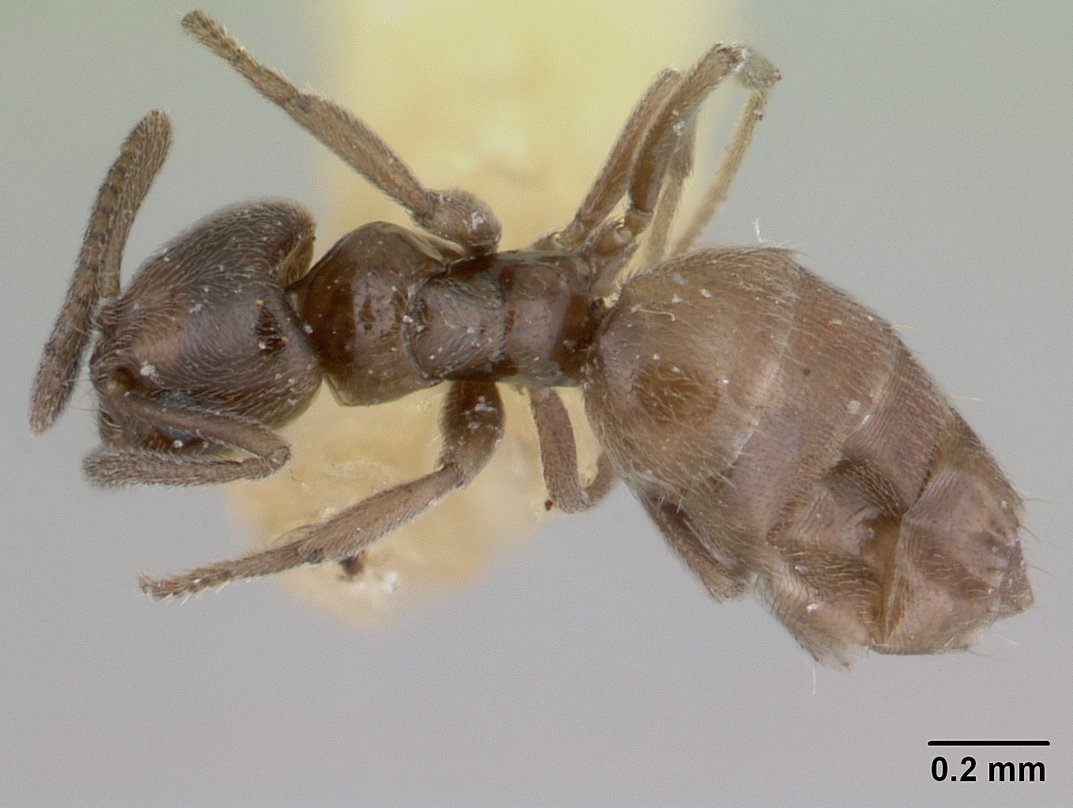
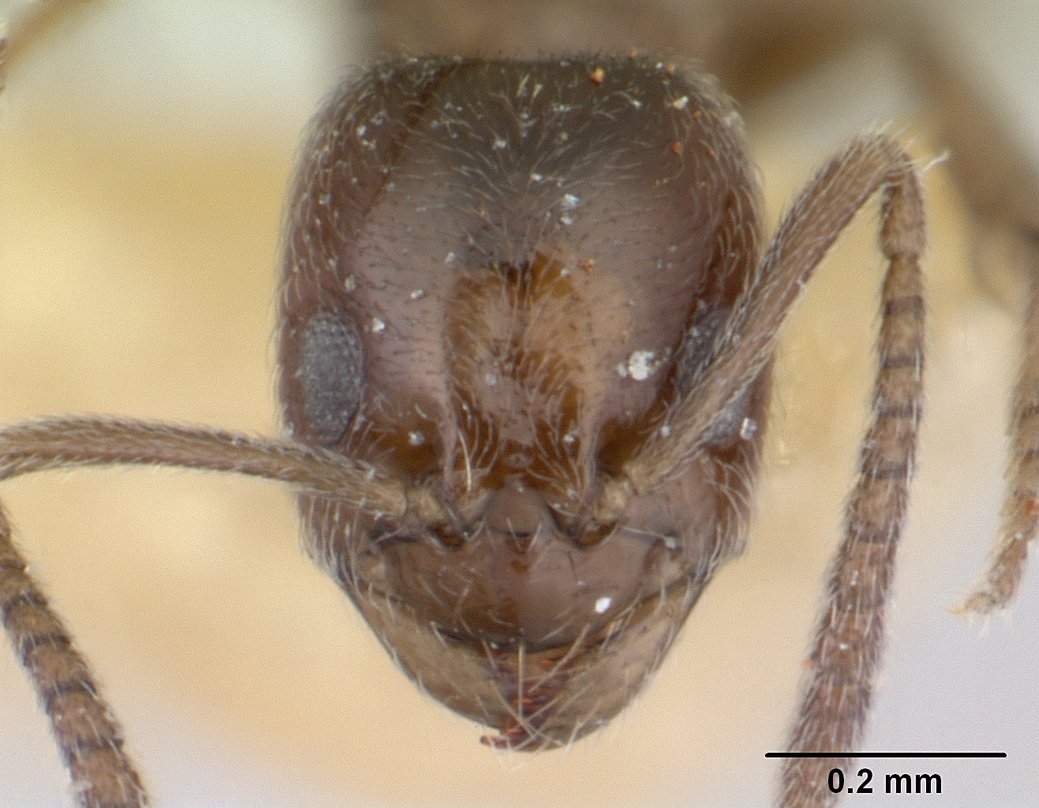
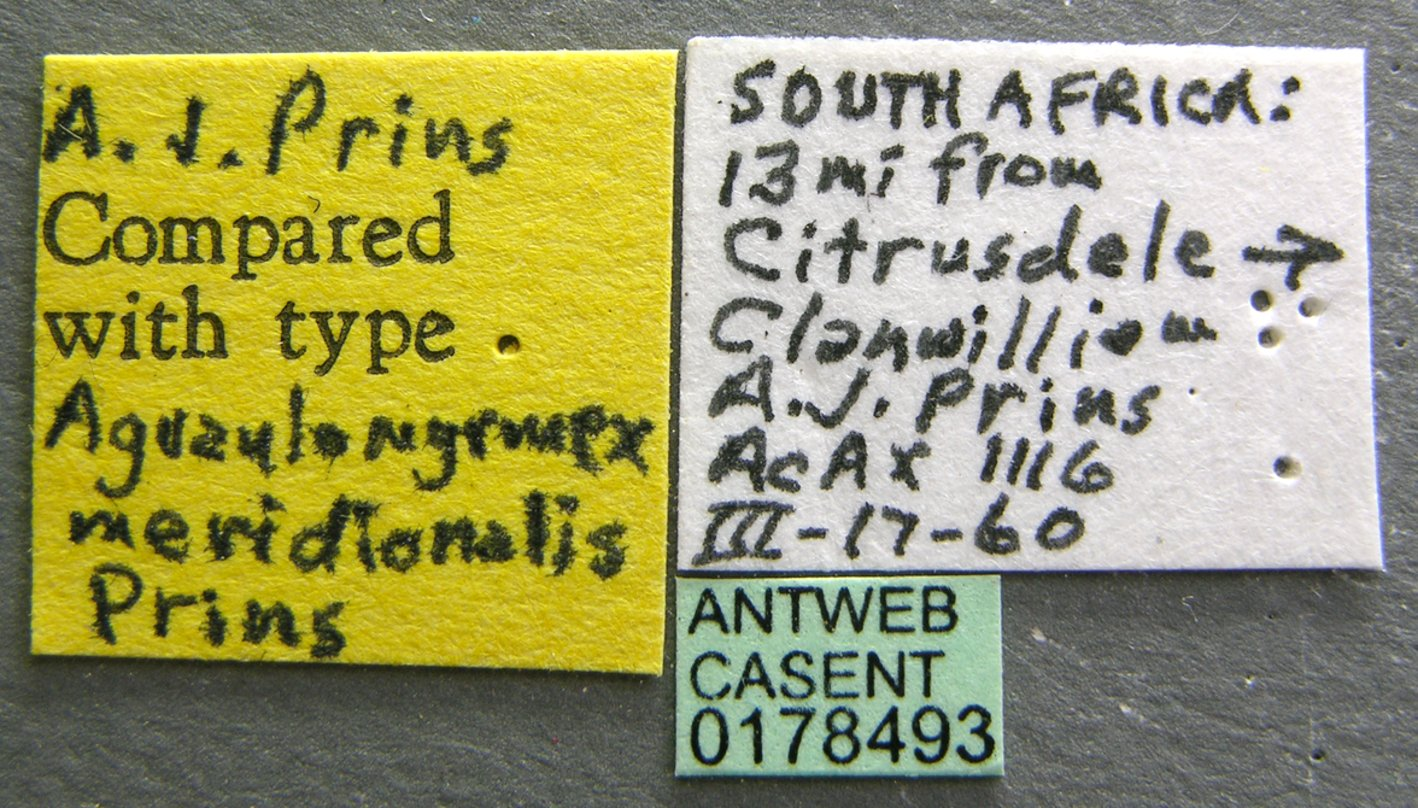
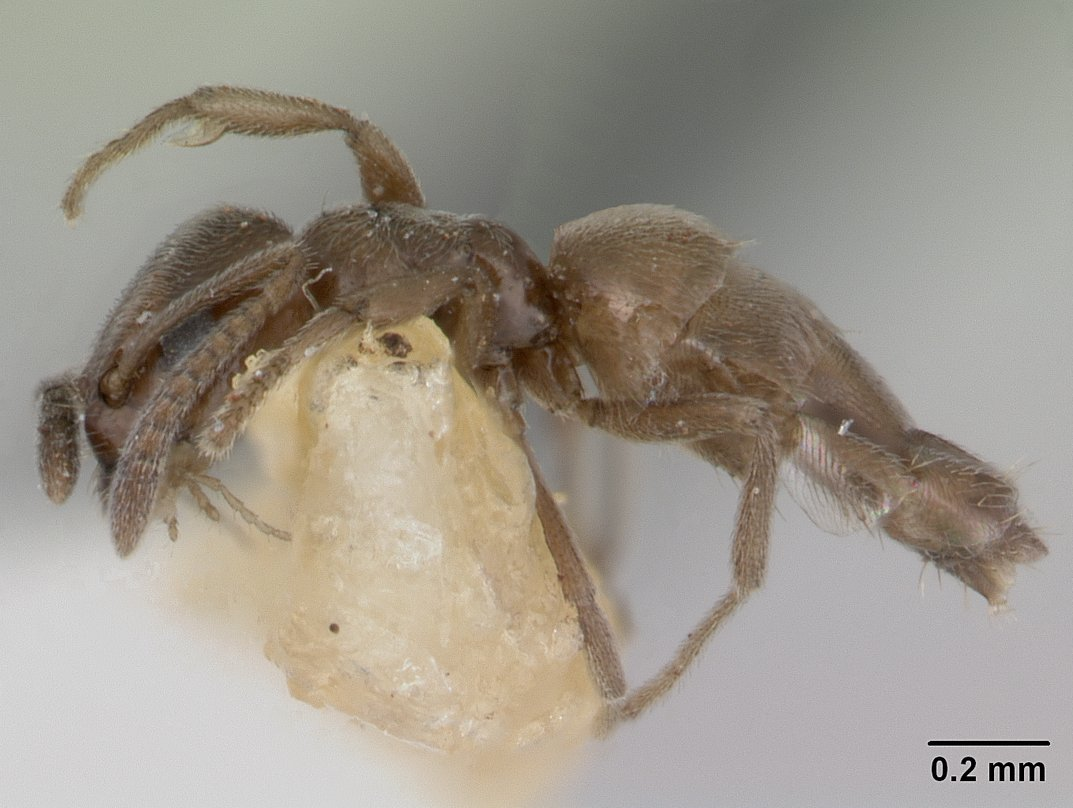
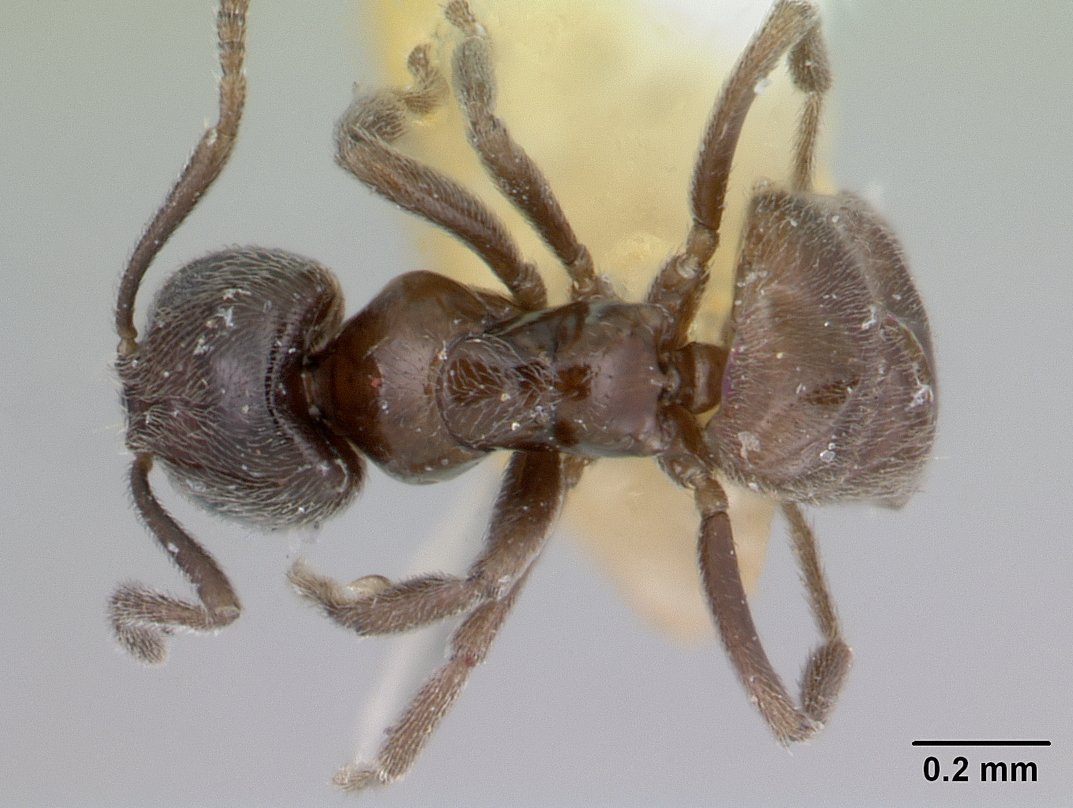
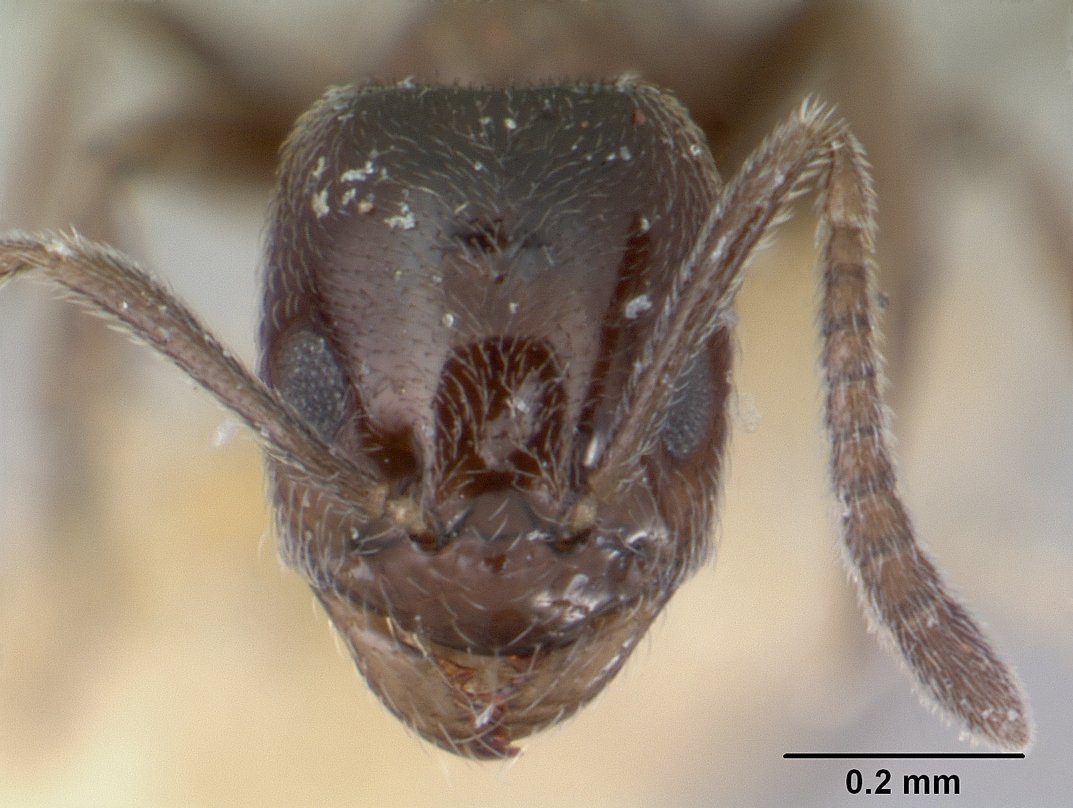